# Фред Гемптон
Фред А́ллен Ге́мптон-ста́рший (англ. Fredrick Allen Hampton Sr. 30 серпня 1948 , Самміт, Іллінойс  — 4 грудня 1969 , Чикаго ) ― американський громадський і політичний діяч, марксистський революціонер, активіст партії «Чорних пантер». Привернув до себе значну увагу ще підлітком, ставши заступником лідера партії «Чорних Пантер» і головою її іллінойського осередку. Як прогресивний афроамериканець, він заснував антирасистську робітничу організацію «Райдужна коаліція», яка сполучила «Чорних пантер», «Молодих патріотів» (об'єднання білих представників робітничого класу Півдня США) і «Молодих лордів» (іспаноамериканська робітнича організація), а також низку вуличних банд Чикаго. Гемптон вважав фашизм найбільшою загрозою для людства. Йому належать слова: «Ніщо не є важливішим за зупинку фашизму, тому що фашизм здатен зупинити всіх нас».
У 1967 році Федеральне бюро розслідувань (ФБР) визнало Гемптона як «радикальну загрозу». ФБР намагалося підривати його діяльність у Чикаго, сіючи дезінформацію серед афроамериканських прогресивних груп і впровадивши свого агента в місцевий осередок «Чорних пантер». У грудні 1969 року Гемптона накачали барбітуратами і застрелили в його ліжку під час нічного рейду на його квартиру в Чикаго. Рейд був здійснений тактичним підрозділом прокуратури округу Кук, поліційним управлінням Чикаго та ФБР. Правоохоронці зробили понад 90 пострілів по квартирі, з протилежного боку було зафіксоване лише одне випадкове влучання. Під час рейду також загинув партійний соратник Гемптона, Марк Кларк, кілька людей зазнали серйозних поранень. У січні 1970 року коронер округу Кук провів розслідування стосовно інциденту; присяжні дійшли висновку, що смерть Гемптона і Кларка була «виправданим вбивством».
Пізніше був поданий цивільний позов від імені вцілілих і родичів Гемптона з Кларком. Він був вирішений у 1982 році шляхом врегулювання спору у розмірі 1,85 мільйона доларів (що еквівалентно 5,19 млн доларів у 2021 році); Федеральний уряд США, округ Кук та місто Чикаго виплатили групі з дев'яти позивачів по одній третині суми. З огляду на викриття незаконної програми COINTELPRO та документів, пов'язаних із вбивствами, сучасні дослідники вважають смерть Гемптона вбивством за ініціативою ФБР.